# إسفغنون إفريقي
إسفغنون أفريقي (الاسم العلمي:Sphagnum africanum) هو نوع من النباتات يتبع جنس الإسفغنون من الفصيلة الإسفغنونية.